# Sukabumi
Pour le kabupaten environnant, voir Kabupaten de Sukabumi.
Sukabumi est une ville d'Indonésie située dans la province de Java occidental, à 115 km au sud de Jakarta, la capitale de l’Indonésie. Elle a le statut de kota.
Elle est entièrement entourée par le kabupaten de Sukabumi.

## Histoire

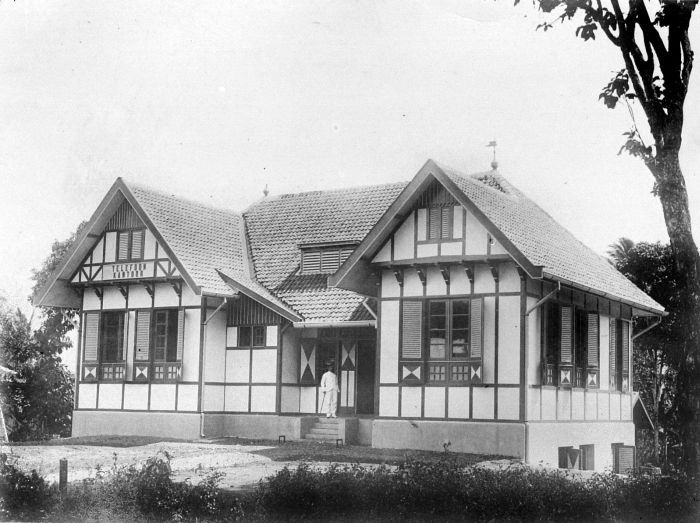
Le bureau du téléphone de Sukabumi dans les années 1930.

Au début du XVIIIe siècle, la VOC (Compagnie néerlandaise des Indes orientales) souhaite développer la culture du café dans les hautes terres de l’ouest de Java. En 1709, le gouverneur général Van Riebek fait une tournée d’inspection des plantations des régions des villes actuelles de Bogor, Cianjur et Sukabumi. 
C’est Andries de Wilde, un chirurgien néerlandais, qui donne le nom de « Soekaboemi » (conformément à l’orthographe néerlandaise) à une terre sur laquelle se trouve deux villages, Cikole et Parung Seah. De Wilde est un planteur de café et de thé de la région du « Preanger » (nom néerlandais du Priangan) qui résidait à Bandung. Il possède aussi des terres dans la région de Jasinga près de Bogor. Enfin, il est un assistant personnel du gouverneur général Daendels. Le 13 janvier 1815, il adresse aux autorités une demande pour pouvoir rebaptiser Cikole, qui est le nom de la rivière qui traverse la région. Le nom Sukabumi vient des mots sanscrits sukha, « bonheur, félicité », et bhumi, « terre ». Le 25 janvier 1813, il achète une terre au sud des volcans Gede et Pangrango, limitée par les rivières Cikupa à l’est et Cimandiri au sud, et les residenties (divisions administratives) de Batavia (aujourd’hui Jakarta) et Banten à l’ouest. 
Ville de repos et de villégiature pour les planteurs hollandais de la région, Sukabumi devient en 1914 une « Burgerlijk Bestuur » avec le statut de « Gemeenteraad Van Sukabumi ». Les Hollandais y font ensuite construire des infrastructures comme une gare de chemin de fer, une centrale électrique, une mosquée, une église.

## Personnalités liées à la ville
- Marie « Rie » Cramer (1887-1977), écrivaine et illustratrice prolifique de littérature pour enfants néerlandaise, y est née.
- Syahrini, actrice et chanteuse, y est née en 1980.

## Liens externes

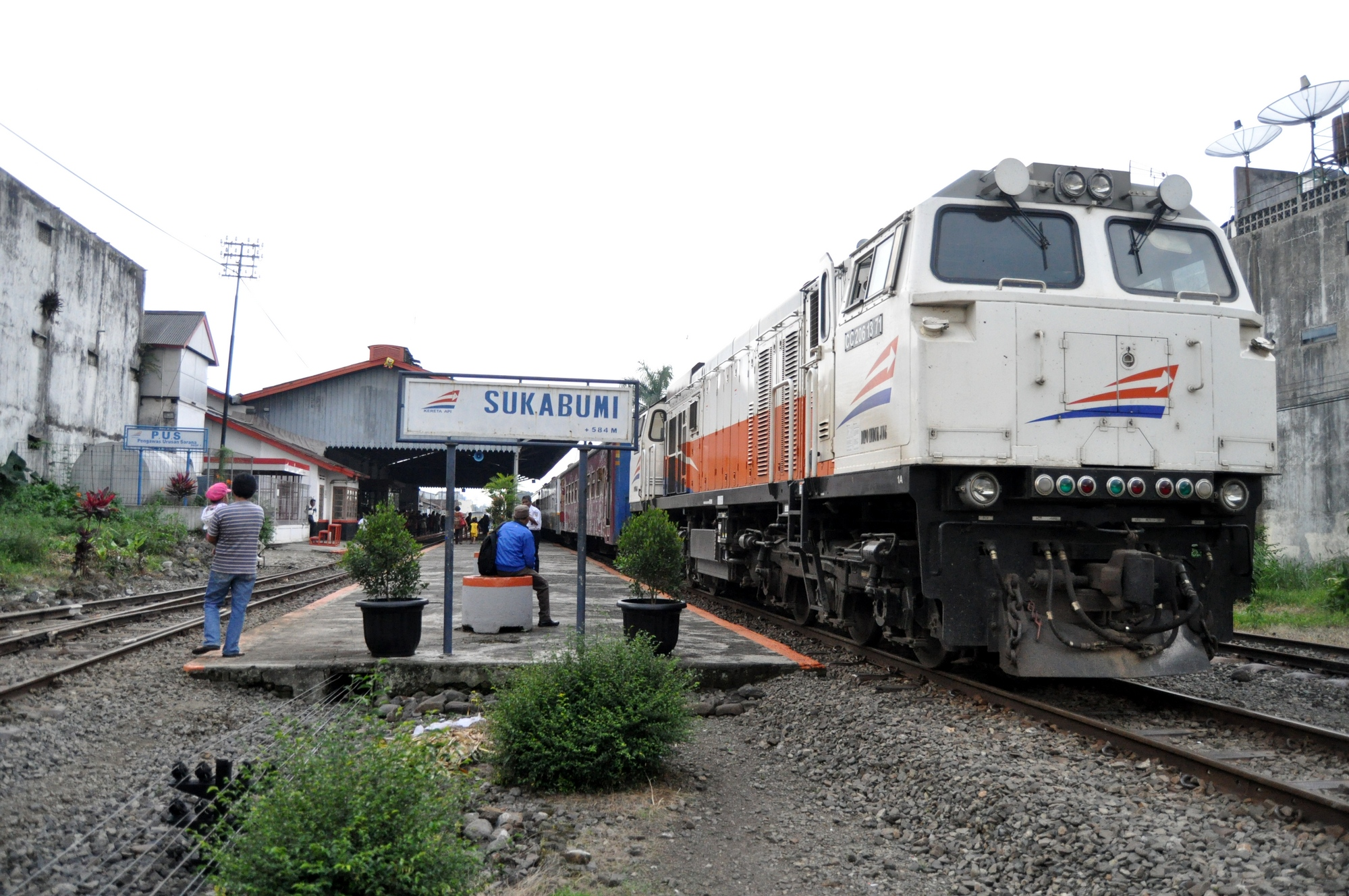
La gare de Sukabumi en 2014.